# Nikos Karelīs
Nikolaos Karelīs (Νικόλαος Καρέλης; Candia, 24 febbraio 1992) è un calciatore greco, attaccante svincolato.
È considerato uno dei migliori talenti del campionato greco.

## Caratteristiche tecniche
Ala destra, può giocare anche nello stesso ruolo sulla fascia opposta o anche come punta centrale.

## Carriera

### Nazionale
Ha giocato nelle nazionali giovanili greche Under-17, Under-19 ed Under-21.
Tra il 2014 ed il 2018 ha totalizzato complessivamente 19 presenze e 3 reti con la maglia della nazionale maggiore.

## Statistiche

### Presenze e reti nei club
Statistiche aggiornate al 30 aprile 2025.
| Stagione             | Squadra              | Campionato           | Campionato | Campionato | Coppe nazionali | Coppe nazionali | Coppe nazionali | Coppe continentali | Coppe continentali | Coppe continentali | Altre coppe | Altre coppe | Altre coppe | Totale | Totale |
| Stagione             | Squadra              | Comp                 | Pres       | Reti       | Comp            | Pres            | Reti            | Comp               | Pres               | Reti               | Comp        | Pres        | Reti        | Pres   | Reti   |
| -------------------- | -------------------- | -------------------- | ---------- | ---------- | --------------- | --------------- | --------------- | ------------------ | ------------------ | ------------------ | ----------- | ----------- | ----------- | ------ | ------ |
| 2007-2008            | Ergotelis            | SL                   | 1          | 0          | CG              | 0               | 0               | -                  | -                  | -                  | -           | -           | -           | 1      | 0      |
| 2008-2009            | Ergotelis            | SL                   | 2          | 0          | CG              | 0               | 0               | -                  |                    | -                  | -           | -           | -           | 2      | 0      |
| 2009-2010            | Ergotelis            | SL                   | 6          | 0          | CG              | 0               | 0               | -                  | -                  | -                  | -           | -           | -           | 6      | 0      |
| 2010-2011            | Ergotelis            | SL                   | 12         | 1          | CG              | 1               | 0               | -                  | -                  | -                  | -           | -           | -           | 13     | 1      |
| 2011-2012            | Ergotelis            | SL                   | 9          | 0          | CG              | 0               | 0               | -                  | -                  | -                  | -           | -           | -           | 9      | 0      |
| Totale Ergotelis     | Totale Ergotelis     | Totale Ergotelis     | 30         | 1          |                 | 1               | 0               |                    | -                  | -                  |             | -           | -           | 31     | 1      |
| 2012-2013            | Amkar Perm'          | PL                   | 9          | 0          | KR              | 1               | 0               | -                  | -                  | -                  | -           | -           | -           | 10     | 0      |
| 2013-2014            | Panathinaikos        | SL                   | 27+5       | 5          | CG              | 9               | 3               | -                  | -                  | -                  | -           | -           | -           | 41     | 8      |
| 2014-2015            | Panathinaikos        | SL                   | 30+6       | 13+3       | CG              | 5               | 1               | UCL+UEL            | 2+7                | 0+2                | -           | -           | -           | 50     | 19     |
| 2015-gen. 2016       | Panathinaikos        | SL                   | 16         | 8          | CG              | 3               | 0               | UCL+UEL            | 2+2                | 1+0                | -           | -           | -           | 23     | 9      |
| Totale Panathinaikos | Totale Panathinaikos | Totale Panathinaikos | 73+11      | 26+3       |                 | 17              | 4               |                    | 13                 | 3                  |             | -           | -           | 114    | 36     |
| gen.-giu. 2016       | Genk                 | D1                   | 18         | 10         | CB              | 2               | 1               | -                  | -                  | -                  | -           | -           | -           | 20     | 11     |
| 2016-2017            | Genk                 | D1                   | 18         | 9          | CB              | 2               | 7               | UEL                | 11                 | 2                  | -           | -           | -           | 31     | 18     |
| 2017-2018            | Genk                 | D1                   | 20         | 4          | CB              | 2               | 0               | -                  | -                  | -                  | -           | -           | -           | 22     | 4      |
| ago.-2018            | Genk                 | D1                   | 0          | 0          | CB              | 0               | 0               | UEL                | 1                  | 0                  | -           | -           | -           | 1      | 0      |
| Totale Genk          | Totale Genk          | Totale Genk          | 56         | 23         |                 | 6               | 8               |                    | 14                 | 2                  |             | -           | -           | 76     | 33     |
| 2018-2019            | PAOK                 | SL                   | 5          | 0          | CG              | 3               | 3               | UEL                | 1                  | 0                  | -           | -           | -           | 9      | 3      |
| 2019-2020            | Brentford            | FLC                  | 4          | 0          | FACup+CdL       | 0+0             | 0+0             | -                  | -                  | -                  | -           | -           | -           | 4      | 0      |
| 2020-gen.2021        | ADO Den Haag         | E                    | 9          | 0          | CO              | 2               | 0               | -                  | -                  | -                  | -           | -           | -           | 11     | 0      |
| gen.-giu. 2021       | Panaitōlikos         | SL                   | 13         | 0          | CG              | 0               | 0               | -                  | -                  | -                  | -           | -           | -           | 13     | 0      |
| 2021-2022            | Panaitōlikos         | SL                   | 30         | 7          | CG              | 4               | 3               | -                  | -                  | -                  | -           | -           | -           | 34     | 10     |
| 2022-2023            | Panaitōlikos         | SL                   | 29         | 13         | CG              | 0               | 0               | -                  | -                  | -                  | -           | -           | -           | 29     | 13     |
| 2023-2024            | Panaitōlikos         | SL                   | 22         | 2          | CG              | 5               | 2               | -                  | -                  | -                  | -           | -           | -           | 27     | 4      |
| Totale Panetolikos   | Totale Panetolikos   | Totale Panetolikos   | 94         | 22         |                 | 9               | 5               |                    | -                  | -                  |             | -           | -           | 103    | 27     |
| 2024-2025            | Mumbai City          | ISL                  | 18+1       | 10         | SC              | 3               | 1               | -                  | -                  | -                  | DC          | -           | -           | 22     | 11     |
| Totale carriera      | Totale carriera      | Totale carriera      | 310        | 85         |                 | 42              | 21              |                    | 28                 | 5                  |             | -           | -           | 380    | 111    |

### Cronologia presenze e reti in nazionale
| Cronologia completa delle presenze e delle reti in nazionale ― Grecia | Cronologia completa delle presenze e delle reti in nazionale ― Grecia | Cronologia completa delle presenze e delle reti in nazionale ― Grecia | Cronologia completa delle presenze e delle reti in nazionale ― Grecia | Cronologia completa delle presenze e delle reti in nazionale ― Grecia | Cronologia completa delle presenze e delle reti in nazionale ― Grecia | Cronologia completa delle presenze e delle reti in nazionale ― Grecia | Cronologia completa delle presenze e delle reti in nazionale ― Grecia |
| Data                                                                  | Città                                                                 | In casa                                                               | Risultato                                                             | Ospiti                                                                | Competizione                                                          | Reti                                                                  | Note                                                                  |
| --------------------------------------------------------------------- | --------------------------------------------------------------------- | --------------------------------------------------------------------- | --------------------------------------------------------------------- | --------------------------------------------------------------------- | --------------------------------------------------------------------- | --------------------------------------------------------------------- | --------------------------------------------------------------------- |
| 11-10-2014                                                            | Helsinki                                                              | Finlandia                                                             | 1 – 1                                                                 | Grecia                                                                | Qual. Euro 2016                                                       | 1                                                                     | 29’ 81’                                                               |
| 14-10-2014                                                            | Pireo                                                                 | Grecia                                                                | 0 – 2                                                                 | Irlanda del Nord                                                      | Qual. Euro 2016                                                       | -                                                                     |                                                                       |
| 14-11-2014                                                            | Atene                                                                 | Grecia                                                                | 0 – 1                                                                 | Fær Øer                                                               | Qual. Euro 2016                                                       | -                                                                     | 62’                                                                   |
| 13-6-2015                                                             | Tórshavn                                                              | Fær Øer                                                               | 2 – 1                                                                 | Grecia                                                                | Qual. Euro 2016                                                       | -                                                                     | 90’                                                                   |
| 16-6-2015                                                             | Danzica                                                               | Polonia                                                               | 0 – 0                                                                 | Grecia                                                                | Amichevole                                                            | -                                                                     | 60’                                                                   |
| 4-9-2015                                                              | Pireo                                                                 | Grecia                                                                | 0 – 1                                                                 | Finlandia                                                             | Qual. Euro 2016                                                       | -                                                                     | 77’                                                                   |
| 7-9-2015                                                              | Bucarest                                                              | Romania                                                               | 0 – 0                                                                 | Grecia                                                                | Qual. Euro 2016                                                       | -                                                                     | 87’                                                                   |
| 8-10-2015                                                             | Belfast                                                               | Irlanda del Nord                                                      | 3 – 1                                                                 | Grecia                                                                | Qual. Euro 2016                                                       | -                                                                     | 65’                                                                   |
| 13-11-2015                                                            | Lussemburgo                                                           | Lussemburgo                                                           | 1 – 0                                                                 | Grecia                                                                | Amichevole                                                            | -                                                                     |                                                                       |
| 17-11-2015                                                            | Istanbul                                                              | Turchia                                                               | 0 – 0                                                                 | Grecia                                                                | Amichevole                                                            | -                                                                     | 90+1’                                                                 |
| 24-3-2016                                                             | Atene                                                                 | Grecia                                                                | 2 – 1                                                                 | Montenegro                                                            | Amichevole                                                            | 1                                                                     | 46’                                                                   |
| 29-3-2016                                                             | Il Pireo                                                              | Grecia                                                                | 2 – 3                                                                 | Islanda                                                               | Amichevole                                                            | -                                                                     | 46’                                                                   |
| 1-9-2016                                                              | Eindhoven                                                             | Paesi Bassi                                                           | 1 – 2                                                                 | Grecia                                                                | Amichevole                                                            | -                                                                     | 83’                                                                   |
| 7-10-2016                                                             | Atene                                                                 | Grecia                                                                | 2 – 0                                                                 | Cipro                                                                 | Qual. Mondiali 2018                                                   | -                                                                     | 88’                                                                   |
| 10-10-2016                                                            | Tallinn                                                               | Estonia                                                               | 0 – 2                                                                 | Grecia                                                                | Qual. Mondiali 2018                                                   | -                                                                     |                                                                       |
| 9-11-2016                                                             | Atene                                                                 | Grecia                                                                | 0 – 1                                                                 | Bielorussia                                                           | Amichevole                                                            | -                                                                     |                                                                       |
| 13-11-2016                                                            | Atene                                                                 | Grecia                                                                | 1 – 1                                                                 | Bosnia ed Erzegovina                                                  | Qual. Mondiali 2018                                                   | -                                                                     | 87’                                                                   |
| 27-3-2018                                                             | Zurigo                                                                | Egitto                                                                | 0 – 1                                                                 | Grecia                                                                | Amichevole                                                            | 1                                                                     | 2’                                                                    |
| 18-11-2018                                                            | Atene                                                                 | Grecia                                                                | 0 – 1                                                                 | Estonia                                                               | UEFA Nations League 2018-2019 - 1º turno                              | -                                                                     |                                                                       |
| Totale                                                                |                                                                       | Presenze                                                              | 19                                                                    |                                                                       | Reti                                                                  | 3                                                                     |                                                                       |

## Palmarès

### Club

#### Competizioni nazionali
- Coppa di Grecia: 2

Panathīnaïkos: 2013-2014
PAOK: 2018-2019
- Campionato greco: 1

PAOK: 2018-2019